# Manuel Freire de Andrade
Manuel Alberto Freire de Andrade y Armijo, I marqués de San Marcial (Carmona, Sevilla, 4 de noviembre de 1767-Madrid, 7 de marzo de 1835), más conocido como Manuel Freire o Manuel Freyre, fue un oficial de caballería español durante la guerra de la Independencia española.
Tras luchar contra los franceses en Murcia, Granada, y Valencia (1810-1812), sucedió al general Castaños al frente del Cuarto ejército español, el Ejército de Galicia. 
Obtuvo el triunfo en la batalla de San Marcial sobre las tropas de Soult en 1813 (ganando la Cruz de San Fernando y el título nobiliario de marqués de San Marcial). Fue también prócer del Reino desde 1834 hasta su fallecimiento en 1835.